# Rich Skrenta
Rich Skrenta (Pittsburgh, 6 giugno 1967) è un programmatore statunitense noto per essere l'autore del primo virus informatico, l'Elk Cloner..

## Biografia
È divenuto famoso perché, a soli quindici anni, ha creato l'Elk Cloner, entrato di diritto nella storia del computer per essere stato il primo virus informatico, scritto per infettare il sistema Apple II tramite floppy disk. Il metodo ideato da Richard Skrenta è stato il principale sistema di infezione fino all'avvento di internet e delle tecniche basate sugli allegati e-mail.
Nel 1985 si è trasferito a Chicago, dove ha frequentato la Northwestern University in cui si è laureato in ingegneria informatica nel 1989. L'anno dopo ha scritto, insieme all'amico Tom Markson, un nuovo linguaggio di programmazione chiamato semplicemente "bx".
Dal 1989 al 1991 ha vissuto a Filadelfia lavorando per conto della Commodore Business Machines, con cui ha collaborato nella stesura del progetto Amiga Unix. Successivamente ha lavorato per la Unix System Labs dal 1991 al 1995, anno in cui Skrenta è passato alla Sun Microsystems, in cui si è occupato di  crittografia a livello di IP ed in cui ha lavorato fino al 1998.
In seguito ha avviato NewHoo, dedita alla creazione di una directory del web, società acquistata da Netscape pochi mesi dopo e divenuta Open Directory Project. Presso Netscape ha continuato a seguire il progetto (che è divenuto in seguito dmoz.org) e contemporaneamente ha lavorato anche ai motori di ricerca integrati in AOL Music, AOL Shopping e Netscape Navigator, il primo browser che ha fatto concorrenza ad Internet Explorer. È rimasto in azienda fino al 2002 poi ha cofondato la Topix, in cui ha ricoperto il ruolo di direttore generale fino al 2007. Successivamente ha fondato Blekko, che ha sviluppato l'omonimo motore di ricerca web. La società è stata acquisita nel 2015 da IBM, presso cui è entrato a lavorare come direttore.
Dal 1994 al 2004 ha lavorato anche nel settore dei videogiochi, sviluppando e gestendo Olympia, il primo gioco "pay-to-play" (ovvero a pagamento) del mondo per conto della Shadow Island Games.